# كاميل غروشيتسكي
كاميل غروشيتشكي (بالبولندية: Kamil Grosicki)‏ (8 يونيو 1988 في شتتين، بولندا) لاعب كرة قدم بولندي يجيد اللعب في مركز الجناح ويلعب حاليا في نادي سيفاسبور التركي منذ 2011.

## روابط خارجية
- كاميل غروشيتسكي على موقع الاتحاد الدولي (مؤرشف)  (الإنجليزية)
- كاميل غروشيتسكي على موقع الاتحاد الأوربي (الإنجليزية)
- كاميل غروشيتسكي على موقع اتحاد تركيا (لاعب) (الإنجليزية)
- كاميل غروشيتسكي على موقع قاعدة بيانات كرة القدم.إي يو (الإنجليزية)
- كاميل غروشيتسكي على موقع ليكيب (الفرنسية)
- كاميل غروشيتسكي على موقع ناشيونال فوتبول تيمز (الإنجليزية)
- كاميل غروشيتسكي على موقع Soccerbase.com (لاعب) (الإنجليزية)
- كاميل غروشيتسكي على موقع Soccerway.com (الإنجليزية)
- كاميل غروشيتسكي على موقع عالم كرة القدم.نت (الإنجليزية)
- كاميل غروشيتسكي على موقع AS.com (الإسبانية)